# Шапир, Ольга Андреевна
О́льга Андре́евна Шапи́р (урождённая Кисляко́ва; 9 [21] октября 1850, Ораниенбаум, Санкт-Петербургская губерния — 13 [26] июня 1916, Дом призрения душевнобольных императора Александра III) — русская писательница, феминистка.

## Биография
Ольга Андреевна Шапир родилась 9 (21) октября 1850 года в городе Ораниенбауме (ныне Ломоносов) в семье военного писаря А. П. Кислякова. Она была в семье последней из девяти детей. В 1866 году успешно окончила курс в Александровской женской гимназии в Санкт-Петербурге.
В 1872 году выходит замуж за студента медицинской академии Л. М. Шапира, вернувшегося из ссылки в Новгород за связь с революционным движением. После возвращения муж завершил медицинское образование, а она зарабатывала на жизнь переводами в газетах «Биржевые ведомости» и «Новое время».

Печататься начала в 1879 году, выступив с рассказом «На пороге жизни», помещённом в «Книжках Недели». В «Отечественных записках», «Вестнике Европы» и других изданиях печатала многочисленные произведения. Ей принадлежат романы: «Одна из многих» («Отечественные записки», 1879 (первые две части)), «Антиподы» («Отечественные записки», 1880), «Без любви» («Вестник Европы», 1886), «Миражи» (1889), «Любовь» («Северный вестник», 1896). Кроме того, написала много работ, вышедших и в отдельных изданиях: «Повести и рассказы» (1889), «Её сиятельство» (1891, 1903, 1905), «Вернулась!; В слободке; Дети отказали» (1894, 1896, 1903), «Записки мужа» (1896, 1904, 1905), «Старые песни» (1900, 1903), «Авдотьины дочки» (1901, 1905), «Друг детства» (1903, 1905) и другие. Две драмы Шапир — «Глухая стена» и «Два таланта» шли на сцене Императорских театров. Наиболее значителен роман «В бурные годы (1866—1877 гг.)», который увидел свет только в 1906 году. В советское время произведения выходили в сборниках.

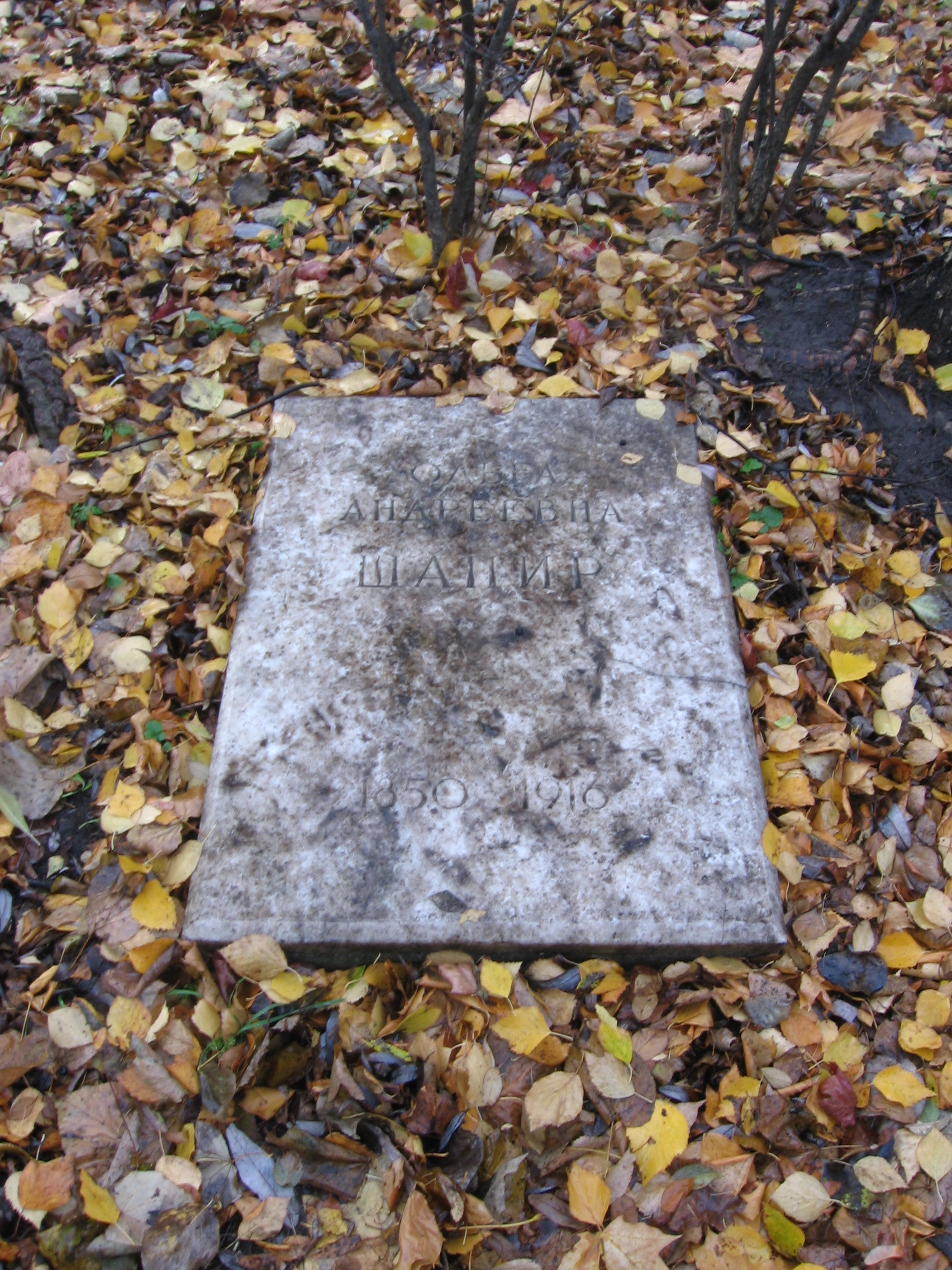
Надгробие Ольги Шапир на Литераторских мостках

Участвовала в общественной деятельности, состояла в феминистских организациях: Русском женском взаимно-благотворительном обществе, Всероссийском союзе равноправия женщин (Союзе равноправности женщин). Была одним из организаторов Всероссийского Женского съезда в 1908 году.
Ольга Андреевна Шапир умерла в ночь с 13 на 14 июня 1916 года на Удельной в больнице душевнобольных Императора Александра III. Похоронена на Литераторских мостках Волкова кладбища.